# Clover (película)
Clover (クローバー?) es una película japonesa de 2014 dirigida por Takeshi Furusawa y basada en la serie de manga creada por Toriko Chiya.

## Argumento
Saya Suzuki es una empleada ordinaria de trabajo en un hotel. Ella se enamora de su jefe de élite Susumu Tsuge. A través de su romance, crece como persona.

## Reparto
- Emi Takei como Saya Suzuki.
- Tadayoshi Okura como Susumu Tsuge.
- Kento Nagayama como Haruki Hino.
- Natsuna como Shiori Tsutsui.
- Haruka Kinami como Kazuyo Yagami.
- Yasuko Mitsūra como Sakurako Kisaragi.
- Kenji Murakami como Mitsunari Gōda.
- Rie Shibata como la adivina.
- Masahiko Nishimura como Matsushita, Jefe de Sección.

## Desarrollo
Clover fue anunciada por primera vez el 3 de marzo de 2014, y la primera imagen de la película fue publicada por el periódico Chūnichi Sport.
La canción principal de la película, titulada CloveR, fue proporcionada por Kanjani8. JUJU también proporcionó canciones para la película.
El primer tráiler fue lanzado el 29 de agosto de 2014, y la película se estrenó en Japón el 1 de noviembre de 2014.